# Мюльдорф-ам-Инн
Мю́льдорф-ам-Инн (нем. Mühldorf am Inn) — город в Баварии (Германия) на реке Инн, административный центр округа Мюльдорф. Географические координаты — 48°14′30″ с. ш. 12°31′30″ в. д., население около 17800 жителей 2002. В городе есть:
- Железнодорожная станция
- Краеведческий музей
- Городской архив
- Музыкальная школа
- Библиотека.

Город разделен на 4 района. Сеть улиц имеет общую длину 131 км.

## История
- 935 год — Одальберт, архиепископ Зальцбургский, подтверждает акт о покупке земли в Мюльдорфе — первое официальное упоминание о Мюльдорфе.
- 1239 год — Первое упоминание Мюльдорфа как местности с правами города.
- 1257 год — Битва при Мюльдорфе между королём Чехии Пршемыслом Отакаром II и герцогом Баварии Генрихом XIII.
- 1322 год — Битва при Мюльдорфе за императорскую корону между Людвигом Баварским и Фридрихом Австрийским (Красивым).
- 1364 год — Осада Мюльдорфа Баварией с применением огнестрельного оружия.
- 1640 год — Сильный пожар в городе. Сгорело около 300 зданий.
- 1802 год — Мюльдорф присоединяется к Баварии
- 1871 год — Открытие железной дороги Мюнхен—Мюльдорф—Зимбах
- 1945 год — Около 40 % построек в городе разрушено после двух воздушных атак
- 1997 год — Строительство нового моста через Инн

## Города-побратимы
- Ираклио
- Цеглед

## Галерея
- Кофейня
- Старый город